# Civilisation proto-élamite
La civilisation proto-élamite doit son nom au fait qu'elle s'est étendue d'environ 3300 à 2800 av. J.-C. sur une zone recouvrant l'Élam des périodes historiques. Son centre se trouve autour du site de Tell-i Malyan (Iran), l'antique Anshan.
Cette civilisation a produit une culture originale, reprenant les acquis des cultures antérieures du Plateau iranien, avec des influences mésopotamiennes. Elle a notamment développé une forme d'écriture jusqu'ici non déchiffrée, le proto-élamite.

## Sites archéologiques

### Tell-e Malyan
Ce site correspond à la ville connue sous le nom d'Anshan à l'époque historique. C'est le site le plus vaste pour cette période dans la province actuelle du Fars, considéré jusqu'à présent comme le foyer de la civilisation proto-élamite. Cette période est connue dans la région d'Anshan sous le nom de période Banesh (3400-2800).
Le site est enceint par une muraille qui protège une surface de 200 ha, qui n'a pas été entièrement habitée (les fouilleurs ont évalué que 130 ha étaient bâtis). Le bâtiment principal de cette période semble être de type administratif, et a livré des fragments de tablettes proto-élamites. Ses murs étaient recouverts de peinture de couleurs blanche, noir, gris et rouge, reprenant des motifs géométriques (triangles, formes de marches, rosettes).

### Suse
Le site de Suse et sa région a connu un important développement antérieur à la phase proto-élamite, quand il était rattaché culturellement à la basse Mésopotamie. La fin de la période d'Uruk vers 3200/3100 voit la Susiane connaître une période de dépeuplement, suivie d'une lente reprise vers le début du IIIe millénaire, et la ville connait une extension de sa surface bâtie vers l'est du tell principal. A l'influence mésopotamienne se substitue l'influence proto-élamite. Selon P. Amiet, cela résulte de la venue de populations de la région d'Anshan, qui ont établi leur domination sur la Susiane. Cela préfigurerait le couple Suse-Anshan de l'Élam aux périodes historiques.
C'est ce site qui a livré le plus grand nombre de tablettes proto-élamites, et d'objets d'art de cette période, qui correspond au niveau Suse III. Les thèmes animaliers sont très présents dans la glyptique, la sculpture, et la métallurgie.

### Jiroft
La découverte récente de sites importants dans la région de Jiroft, en premier lieu Konar Sandal, à l'est de la région d'Anshan, est susceptible de modifier ce que l'on pensait de la civilisation proto-élamite jusqu'à présent.

## L'expansion proto-élamite

Le plateau Iranien et les régions voisines au.

Hors de son centre, la civilisation proto-élamite a eu une influence notable. Elle s'apparente à celle qu'ont pu avoir les porteurs de la civilisation d'Uruk à la période précédente, mais elle s'est concentrée spécifiquement sur le plateau iranien. Elle se mesure essentiellement aux découvertes de tablettes proto-élamites sur différents sites des régions voisines, qui sont, hormis les sites de la région de Jiroft (Konar Sandal et Tepe Yahya) : Shahdad dans le Kerman, Tepe Sialk (près de Kashan) et Tepe Ozbaki (près de Téhéran) vers le nord, Shahr-i Sokhteh dans le Sistan, et peut-être à Godin Tepe (près de Hamadan).
La nature de l'expansion proto-élamite sur le plateau iranien est débattue, comme pour celle des « Urukéens » à la période précédente, les relations exactes entre les deux restant obscures. On ignore si les établissements proto-élamites retrouvés hors du foyer de cette civilisation sont des comptoirs ou des colonies. L'organisation politique de l'ensemble proto-élamite nous échappe. La continuité entre le phénomène urukéen et le proto-élamite est cependant remarquable, le plateau iranien étant la seule région du Moyen-Orient dans laquelle on peut observer cette sorte de « filiation ».
Le plateau iranien de cette période voit se former une sorte de koinè : toutes les différentes cultures qui émergent entretiennent des liens entre elles, et les influences réciproques sont fortes. L'influence proto-élamite paraît être forte vers les sites du nord-ouest de l'Iran actuel (Tepe Sialk, Godin Tepe).

## Art

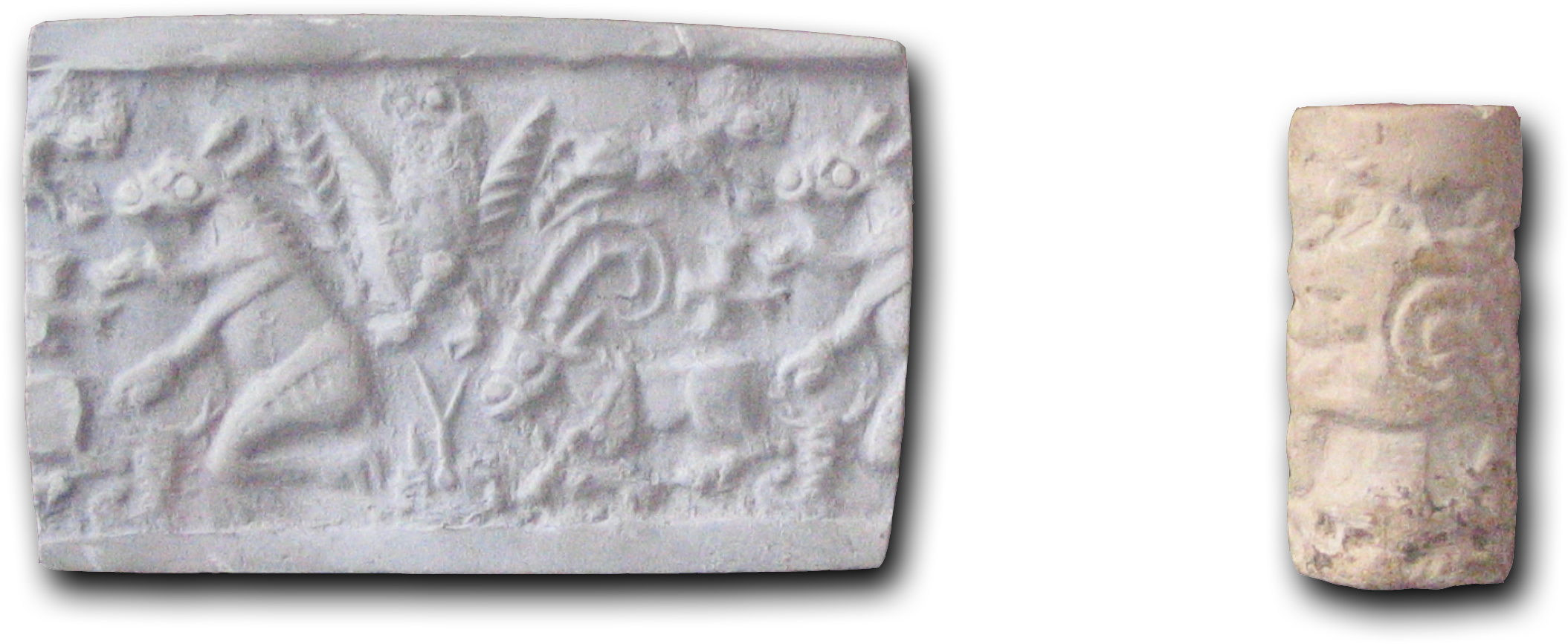
Sceau-cylindre proto-élamite : scène animale.

L'art proto-élamite se caractérise par l'importance des motifs animaliers. Si le style se rapproche des périodes précédentes, les animaux remplacent l'être humain dans les activités quotidiennes, et les figures mythologiques sont animales. Ceci se manifeste dans tous les domaines artistiques, notamment dans la glyptique (avec aussi une prédilection pour les paysages végétaux), et aussi dans la statuaire. C'est avant tout le site de Suse qui a livré le plus grand nombre d'empreintes de sceaux-cylindres et de statuettes proto-élamites, réalisées sur un support en pierre ou en métal. Les animaux représentés sont souvent des félins (le thème du lion portant une montagne est très présent dans la glyptique), et aussi des bouquetins, des taureaux et aussi des sangliers.
La céramique de Suse III est généralement grossière, mais il existe quelques types de poteries peintes, reprenant des motifs géométriques, ou animaliers. La poterie du niveau Banesh d'Anshan est de même style.

## Écriture
L'écriture proto-élamite est une écriture dérivée des premières tablettes numériques et pictographiques que l'on trouve en Mésopotamie du sud (à Uruk) et aussi à Suse. Alors qu'en Mésopotamie elle débouche sur le système « proto-cunéiforme » qui évolue par la suite vers l'écriture cunéiforme, en Iran le système suit sa propre voie. Aussi on y retrouve des traits partagés avec le proto-cunéiforme (certains signes et systèmes numériques, le principe général), mais il reste de type logographique. Les signes sont pictographiques, linéaires. Les tablettes retrouvées semblent destinés exclusivement à l'usage administratif, alors qu'en Mésopotamie on trouve aussi des textes lexicaux. Une partie des signes a pu être identifiée, d'autres restent méconnaissables, notamment parce qu'ils sont trop stylisés.
Cette écriture, si elle fut diffusée jusqu’aux confins du plateau iranien, ne survécut pas à ses instigateurs. Elle disparut avec eux, mais réapparut peut-être au XXIIe siècle sous la forme dite d'élamite linéaire durant le règne du roi Puzur-Inshushinak, qui reprendrait des signes du répertoire proto-élamite, sans que l'on ne connaisse d'inscriptions assurant la continuité de l'une à l'autre. Le lien entre ces deux formes d'écriture n'est cependant pas établi avec certitude.